# Elementa harmonica
Elementa harmonica (Elementos armónicos) es un tratado sobre las escalas musicales de Aristóxeno, del cual se conservan cantidades sustanciales. Las obra data de la segunda mitad del siglo IV a. C.

## Título
La obra se conoce de diversas formas como Aristoxenou (o Aristoxenoy) Armonika (o Harmonika) Stoicheia. Todos estos se traducen como Armónicos de Aristóxeno. Elementa harmonica se traduce como Elementos armónicos. La obra se traduce de otra manera como Los Elementos, o Elementos, este último se traduce al griego como Στοιχεία.

## Contexto histórico
Elementa harmonica está considerada como la obra que funda una tradición de estudio de la música basada en la práctica, es decir, entender la música mediante el estudio del oído. La musicología como disciplina logró nacer con el estudio sistemático emprendido en la obra, que trataba la música independientemente de aquellos estudios previos que la colocaban en una posición de algo pura y exclusivamente en relación con la comprensión del kosmos. En tanto, Elementa harmonica es la primera y más antigua obra sobre música en la tradición clásica griega. Las primeras consideraciones surgieron dentro de la escuela pitagórica hacia el año 500 y el pensamiento se centró en la naturaleza matemática de la armonía. Aristóteles, a cuya escuela peripatética pertenecía Aristóxeno, abordó el tema en su obra Acerca del alma. Dewhitt cree que el tratamiento del tema por parte de Aristóxeno consistió esencialmente en intentar describir y localizar los elementos del alma y proporcionar pruebas matemáticas para estos. Aristóxeno se piensa contrario a la posición de los pitagóricos, favoreció un tratamiento intelectual del tema que Aristóteles había planteado en su obra, que es el ejercicio de la lógica inductiva con atención a la evidencia empírica.
Se cree que Aristóxeno fue el primero en considerar la música a este respecto, como un tema aparte, debido a este trabajo.

## Descripción
La obra es un tratado teórico relacionado con la armonía y los armónicos, y por lo tanto pertenece a una teoría floreciente de la eufonía. El estudio de los armónicos se ocupa especialmente de tratar la melodía para encontrar sus componentes (la palabra griega para melodía es μέλος).
En la primera frase del tratado, Aristóxeno identifica la armonía como perteneciente al ámbito general del estudio de la ciencia de la melodía. Considera que las notas caen a lo largo de un continuo disponible para la percepción auditiva. Identificó los tres tetracordios en el tratado como diatónico, cromático y enarmónico.
La actitud considerada general de Aristóxeno fue intentar un estudio empírico basado, por tanto, en la observación. En tanto, sus escritos contienen críticas de apreciaciones y actitudes anteriores, del pitagórico y del harmonikoi, sobre los problemas del sonido perceptible como música.